# Contea di Sclafani Ansonica
Le Contea di Sclafani Ansonica (ou Contea di Sclafani Insolia) est un vin blanc italien de la région Sicile doté d'une appellation DOC depuis le 21 août 1996. Seuls ont droit à la DOC les vins récoltés à l'intérieur de l'aire de production définie par le décret. Les vignobles autorisés se situent en province de Palerme dans les communes de Valledolmo, Caltavuturo, Alia et Sclafani Bagni ainsi qu'en partie sur le territoire des communes Petralia Sottana, Castellana Sicula, Castronovo di Sicilia, Cerda, Aliminusa, Montemaggiore Belsito et Polizzi Generosa ainsi qu'en Vallelunga Pratameno et Villalba en province de Caltanissetta et dans la commune Cammarata en province d'Agrigente.

## Caractéristiques organoleptiques
- couleur : jaune paille plus ou moins intense
- odeur  : délicat, agréable
- saveur : sec, structuré

Le Contea di Sclafani Ansonica se déguste à une température de 10 à 12 °C et il se gardera 1 – 2 ans.

## Production
Province, saison, volume en hectolitres :
- pas de données disponibles